# Нормандское завоевание Южной Италии
Нормандское завоевание Южной Италии (итал. Conquista normanna dell'Italia meridionale) — завоевание Южной Италии выходцами из Нормандии в период, начавшийся с конца XI века и продолжавшийся большую часть XII века. В результате все захваченные территории были объединены в Сицилийское королевство, включавшее в себя не только Сицилию, но и почти всю южную треть Апеннинского полуострова, а также Мальту и часть Северной Африки.
Первоначально нормандцы поступали наёмниками на службу к различным правителям Византии и Лангобардского королевства, но со временем они стали создавать свои личные, независимые владения в этих странах.
В отличие от нормандского завоевания Англии, которое произошло в результате одной решающей битвы, завоевание Южной Италии происходило несколько десятилетий и в ходе многих сражений. На отвоёванных у византийцев-греков и арабов землях активно селились выходцы из материковых Италии и Франции. Новая волна романоязычной колонизации привела к вытеснению греческого и арабского языков и замене иx на развившийся здесь сицилийский язык.

## Первые нормандцы в Италии
В 999 году нормандские паломники, возвращавшиеся от Гроба Господня в Иерусалиме, высадились в Салерно, где были гостеприимно встречены князем Гвемаром III. В это время из Африки на город напали сарацины, потребовавшие дани. Хотя Гвемар начал собирать средства для выплаты дани, нормандцы начали упрекать лангобардов в трусости и сразу же напали на осаждающих. Сарацины бежали, и благодарный Гвемар умолял нормандцев остаться. Они отказались, но пообещали привезти его богатые дары своим соотечественникам в Нормандии и рассказать им о вознаграждении, предложенном князем каждому нормандцу, который поступит на военную службу в Салерно.
Другое раннее упоминание о прибытии нормандцев в Италию относится к 1016 году. Нормандские паломники встретились с Мелусом в Монте-Гаргано, который убедил их присоединиться к нему во время нападения на Апулию, принадлежавшую Византии.

## Лангобардское восстание
В 1017 году в Бари против византийцев вспыхнуло восстание лангобардов, во главе которого стоял Мелус, использовавший недавно прибывшую группу нормандцев. Византийский император направил на помощь отряд элитной варяжской гвардии. В 1018 году противники столкнулись у реки Офанто, вблизи места битвы при Каннах, в которой Ганнибал разгромил римлян в 216 году до н. э. Византийцы одержали победу.
В 1019 году византийский гарнизон в Трое состоял из норманнских наёмников.

## Графства Мельфи и Аверса
В 1030 году герцог Неаполитанский Сергий IV пожаловал предводителю нормандцев Райнульфу руку своей сестры и графство Аверса. Аверса стала первым нормандским государством в Южной Италии.
Вскоре нормандцы во главе с Вильгельмом Железная Рука отвоевали у византийцев Мельфи и сделали столицей герцогства Апулия.

## Завоевание Сицилии
См. также: История ислама в Южной Италии, Сицилийский эмират
В июне 1059 года папа римский Николай II даровал нормандскому рыцарю Роберту Гвискару титул герцога Сицилии, а Роберт принёс папе вассальную присягу за остров. С этого момента Гвискар считал себя законным повелителем Сицилии и только искал повода начать её завоевание.
Противостоявший нормандцам Сицилийский эмират в этот момент фактически распался на три государства. Северо-западной частью острова (с Палермо, Трапани и Мацарой) управлял Абдулла Ибн Хаукаль; юго-восточную часть (с Катанией и Сиракузами) контролировал Ибн ат-Тимнах; центр острова со столицей в Энне находился под властью Ибн аль-Хаваса. Все три эмира находились в состоянии перманентного конфликта друг с другом и отказывались признавать власть кайруанских Зиридов. Кроме того, православные греки составляли большинство в восточных и влиятельное меньшинство в западных областях Сицилии, что позволяло нормандцам надеяться на поддержку на самом острове.
В феврале 1061 года арабский эмир Катании и Сиракуз Ибн ат-Тимнах, потерпев сокрушительное поражение от своего соседа, правителя Энны, прибыл в Милето с просьбой о помощи. За это эмир соглашался признать Гвискара верховным правителем Сицилии. Повод для войны был получен, но в силу постоянной занятости Роберта на континенте, завоевание Сицилии было осуществлено, в основном, его младшим братом Рожером.
Нормандцы вторглись на Сицилию в мае 1061 года и атаковали Мессину, взяв её без боя. Затем Роберт, Рожер и пришедший им на помощь Ибн ат-Тимнах двинулись в центральную часть острова, где взяли ряд городов. Вскоре в Апулии возникли проблемы и Роберт спешно вернулся на материк. Перед отъездом он построил крепость Сан-Марко-д'Алунцио — первый нормандский замок на Сицилии.
Вскоре после этого нормандцы разгромили арабов в битвах при Энне (1061), Черами (1063) и Мизильмери (1068), а в 1072 году Рожер взял Палермо.
После падения Палермо нормандцы ещё восемнадцать лет покоряли остров, и в 1090 году Ното, последний свободный город Сицилии, добровольно перешёл под власть Рожера.
В 1091 году нормандцы под предводительством Рожера I отвоевали у мусульман Мальту.

## Завоевание Салерно
После 1058 года Салерно осталось единственным независимым лангобардским княжеством в Южной Италии. Территория княжества существенно уменьшилась в ходе постоянных конфликтов с нормандцами, но Роберт Гвискар предпочёл в этот момент заключить союз с Салерно. Предположительно в 1058—1059 годах он, объявив свой предыдущий брак недействительным из-за близкого кровного родства, женился на Сишельгаите, сестре салернского князя Гизульфа II. Ради союза с Салерно Роберт даже заставил своего брата Вильгельма из Принчипате вернуть княжеству захваченные им города в Калабрии.
Политический союз с Салерно оказался непрочным и недолговечным. Гизульф II тайно от Роберта поддерживал мятежных баронов Апулии, заключил с Григорием VII альянс против нормандцев, а также пытался подчинить себе Амальфи, жители которого согласились отдаться под покровительство Гвискара.
Летом 1076 года Роберт Гвискар осадил город Салерно. Князь Гизульф II, предвидя нападение, заставил горожан запасти провизию на два года, но вскоре после начала осады реквизировал запасы своих подданных, а затем продавал продукты по баснословным ценам. Измученные голодом и тиранией князя, жители Салерно сами открыли ворота города Гвискару 13 декабря 1076 года. Гизульф II со своими братьями и немногочисленными приверженцами укрылся в городской цитадели, но в мае 1077 года был вынужден капитулировать.
Роберт Гвискар присоединил Салерно к своим владениям, хотя и позволил Гизульфу II с братьями покинуть город. Капитуляция Гизульфа сопровождалась анекдотической историей в духе Гвискара. Роберт потребовал от сдавшегося князя отдать салернскую реликвию — зуб евангелиста Матфея, покровителя города. Гизульф попытался обмануть победителя, отослав к нему обычный, совершенно не священный зуб. Находившийся при Роберте священник разоблачил обман и герцог Апулии в своём письме поставил Гизульфа перед выбором: лишиться всех своих зубов или отдать реликвию. Гизульф смирился, отдал реликвию и только после этого ему позволили удалиться из Салерно.
Салерно стал столицей герцогства Апулии и по указанию Роберта здесь началось строительство грандиозного собора в честь евангелиста Матфея. Салерно продолжал играть роль второй, континентальной столицы и в Сицилийском королевстве.

## Византийско-нормандские войны
К 1057 году под властью Византии оставалась значительная часть Калабрии и ряд городов на побережье Апулии. Вытеснение византийцев из Италии заняло ещё 13 лет и завершилось 16 апреля 1071 года взятием последнего оплота Византии в Италии, города Бари.

### Покорение Калабрии
Нормандцы воевали в Калабрии ещё с 1044 года. Население региона было преимущественно греческим по языку и вероисповеданию и враждебно относилось к завоевателям. Ещё при жизни старших братьев Дрого и Хэмфри Роберт был наместником в Калабрии, занимаясь попутно грабежом местного населения.
К моменту воцарения Роберта в руках византийцев оставались города Кариати, Россано, Джераче и Реджо. Кариати был взят в 1057 году, Россано и Джераче в 1059 году. Поскольку внимание Роберта постоянно отвлекалось мятежами в Апулии, важнейшую роль в покорении Калабрии сыграл его младший брат Рожер. В результате Гвискар был вынужден разделить завоёванные земли Калабрии между собой и братом, хотя искусственно созданная при разделе чересполосица препятствовала образованию Рожером цельного домена.
Последним оплотом Византии в Калабрии остался город Реджо. При осаде его зимой 1059—1060 годов Рожер первым из нормандцев применил осадные машины. Роберт, воевавший в это время с византийцами в Апулии, прибыл к Реджо только весной 1060 года. В результате длительной осады гарнизон города капитулировал и торжествующий Роберт позволил греческим воинам свободно отплыть в Константинополь. Летом 1060 года Калабрия полностью перешла в руки нормандцев.

### Покорение Апулии
Война с Византией в Апулии продолжалась с переменным успехом. Ещё в 1055 году Хэмфри и Роберт завоевали полуостров Салентина. В 1057 году пост катепана покинул Аргир, ведший бескомпромиссную борьбу с нормандцами с момента перехода на сторону Византии в 1042 году. После отставки Аргира византийцы удерживали лишь несколько городов на побережье. В 1060 году новый император Константин X Дука, пока Роберт завершал завоевание Калабрии, направил в Италию армию, сумевшую вернуть под контроль Византии большую часть Апулии и даже осадить нормандскую столицу Мельфи. В первые шесть месяцев 1061 года Роберт Гвискар и спешно призванный из Калабрии Рожер смогли снять осаду с Мельфи и вновь взять Бриндизи и Орию. В 1064—1068 годах против Роберта выступили недовольные вассалы, возглавляемые его племянниками — сыновьями Хэмфри Отвиля. Соединившись с мятежниками, византийцы вновь заняли Бриндизи, Орию и Таранто.
Обстановка в Апулии резко изменилась в 1068 году: наступление турок-сельджуков в Малой Азии заставило императора Романа IV оставить Италию на произвол судьбы. В течение первых месяцев 1068 года Роберт без труда захватил все остававшиеся в руках византийцев и мятежников города. В июне 1068 года Роберт взял последнюю крепость мятежников, Монтепелозо. Византийская армия заперлась в Бари.

### Взятие Бари
Осада Робертом Гвискаром города Бари продолжалась в течение почти трёх лет — с 5 августа 1068 года по 16 апреля 1071 года. Для блокады города со стороны моря нормандцы впервые за время своих войн в Южной Италии использовали флот: нормандские корабли, соединённые железной цепью, полностью блокировали порт Бари. Городскому военачальнику удалось в начале осады вырваться из Бари, чтобы просить помощи в Константинополе.
В начале 1069 года византийский флот под командованием катепана Стефана Патерана попытался прорвать нормандскую блокаду, но нормандцы потопили большинство вражеских кораблей и только часть греческих судов всё же пробилась в Бари, доставив продовольствие и оружие. Стефан Патеран успешно оборонял Бари в течение 1069—1070 годов. В начале 1071 года Патеран смог выбраться из осаждённого города и вновь отправиться в Константинополь за помощью. По его просьбе император Роман IV отправил флот к Бари. Роберт Гвискар, в свою очередь, вызвал из Сицилии своего брата Рожера, прибывшего во главе большой флотилии. Нормандцам удалось разбить византийцев в морской битве на виду города и на этот раз ни одному греческому кораблю не удалось прорваться в Бари. Потеряв надежду на помощь из Византии, жители открыли ворота нормандцам. 16 апреля 1071 года Роберт Гвискар и его брат Рожер Сицилийский торжественно вступили в Бари. Этот день стал последним днём византийского присутствия в Южной Италии.

## Завоевание Неаполя
В результате умелого лавирования неаполитанские герцоги дольше всех своих соседей сохраняли свою независимость от нормандцев. Лишь в 1137 году Сергий VII признал своим сюзереном Рожера II и в качестве его вассала принял участие в битве при Риньяно против Райнульфа Алифанского, в которой и погиб 30 октября 1137 года. После гибели герцога в Неаполе было установлено республиканское правление, но уже в 1139 году неаполитанцы признали власть Рожера II. Титул герцога Неаполя Рожер II пожаловал своему сыну Альфонсо, но последний правил Неаполем лишь как королевский вассал. После смерти Альфонсо в 1144 году Неаполь окончательно перешёл под прямое управление короны.

## Создание Сицилийского королевства
В 1127 году умер герцог Апулии нормандского происхождения Вильгельм II, и Апулия и Сицилия объединились под властью его кузена, графа Сицилии Рожера II. Рожер поддержал антипапу Анаклета II и был коронован последним как король Сицилии на Рождество 1130 года.